# Los tramposos
Los tramposos es una película cómica española de 1959 dirigida por Pedro Lazaga y protagonizada por Tony Leblanc y Antonio Ozores acerca de dos estafadores de poca monta que deciden reformarse por amor.

## Argumento
Virgilio (Tony Leblanc) y Paco (Antonio Ozores) son dos estafadores de poca monta que viven de realizar pequeños timos en Madrid tales como el de la estampita o el trile y, salvo alguna que otra visita a la cárcel de Carabanchel, llevan una vida relativamente feliz. Sin embargo, Virgilio se enamora de Julita (Concha Velasco), la hermana de Paco, la cual desaprueba su estilo de vida, por lo que convence a Paco para que se vuelvan honrados. 
Pronto queda claro que vender sangre no es un buen modo de ganarse la vida por lo que (tras un fracasado intento de venta de genealogías) deciden montar su propio negocio. Inspirándose en Julita y su amiga Katy (Laura Valenzuela), que trabajan como mecanógrafas en una agencia de viajes, deciden montar ellos una empresa turística propia, VIRPA (de Virgilio y Paco), para hacer viajes guiados por Madrid. Para ello, alquilan un autobús (con dinero de Katy como socia capitalista) a un chófer, aprovechando el rato libre que le deja el trabajo. Al día siguiente, cuando ya tienen reunidos a un grupo de turistas, se presenta el chófer para comunicarles que necesita el autobús para un entierro. Improvisando, Virgilio y Paco llevan a todos los visitantes al entierro como parte del recorrido turístico. Más tarde los llevan a una taberna a degustar (en grandes cantidades) vino español. A pesar de no haber realizado nada del itinerario previsto, los turistas quedan encantados y el negocio resulta ser un éxito, por lo que el jefe de Julita y Katy, temiendo la competencia, los contrata como subdirectores de la zona. Al final los protagonistas salen de la empresa acompañados de sus novias en sendos utilitarios.

## Crítica
Carlos Aguilar en su Guía del cine español dice que la película es "a su manera, un clásico".

## Reparto
| Intérprete                | Personaje                |
| ------------------------- | ------------------------ |
| Tony Leblanc              | Virgilio                 |
| Concha Velasco            | Julita                   |
| Antonio Ozores            | Paco                     |
| Laura Valenzuela          | Katy                     |
| Juan Calvo                | Belilla                  |
| Antonio Riquelme          | Pérez                    |
| José Luis López Vázquez   | Don Ursicino             |
| Manolo Gómez Bur          | Kilométrico              |
| Venancio Muro             | Bajito                   |
| José Orjas                | Sánchez                  |
| Francisco Bernal          | Paleto                   |
| Félix Briones             | Abilio                   |
| Jesús Puente              |                          |
| Enrique Ávila             | Secretario de don Arturo |
| Vicente Vega              |                          |
| Erasmo Pascual            | González                 |
| Emilio Santiago           | Don Ramón                |
| Fernando Sánchez Polack   | Ayudante truhán          |
| Antonio Martínez          |                          |
| Juan Cazalilla            | Doliente                 |
| Carlos Díaz de Mendoza    |                          |
| Emilio Rodríguez          | Inspector de policía     |
| José Villasante           |                          |
| Pedro Fenollar            |                          |
| Aníbal Vela               |                          |
| Antonio Jiménez Escribano |                          |
| Alberto Bové              |                          |
| Antonio Delgado           |                          |
| Antonio Padilla           |                          |
| Fernando Navarro          |                          |
| Maribel Campos            |                          |
| Francisco Masana          |                          |
| Paco Perea                |                          |
| José María Tasso          |                          |
| Carlos Villafranca        |                          |
| Carlos Sánchez            |                          |
| Guillermo Hidalgo         |                          |
| Dany Perpessac            |                          |
| Rafael Vaquero            |                          |
| Justo Sanz                |                          |
| Mary Remy                 |                          |
| Juan Lin                  |                          |
| Patricia Bocardo          |                          |
| Enrique Macedo            |                          |
| Else Alers                |                          |
| Sebastián Rosa            |                          |
| María José Jaraba         |                          |
| Amanda Perpessac          |                          |
| Juan Luis Quintana        |                          |
| Fernando Sala             |                          |
| Elvira Quintillá          | Mujer de Don Arturo      |
| José María Rodero         | Don Arturo               |
| Rafael Hernández          |                          |